# Leon Head
Das Leon Head ist eine markante, felsige und 880 m hohe Landspitze an der Südküste Südgeorgiens. Sie liegt an der Südflanke der Mündung des Brøgger-Gletschers und der Südostseite der Einfahrt zum Undine South Harbor.
Fabian Gottlieb von Bellingshausen kartierte die Landspitze grob im Jahr 1819 im Verlauf der ersten russischen Antarktisexpedition (1819–1821). Das UK Antarctic Place-Names Committee benannte sie 1955 im Anschluss einer Vermessung durch den South Georgia Survey zwischen 1951 und 1952 nach dem spanischen Schiff Leon, mit dem der französische Seefahrer Nicolas Pierre Duclos-Guyot (1722–1794) im Jahr 1756 Südgeorgien entdeckt hatte.